# Michele Arcangelo De Palo
Michele Arcangelo De Palo (Castropignano, 31 agosto 1915 – Pergola, 5 agosto 1944) è stato un partigiano italiano.
Caduto a Montaiate, frazione di Pergola (PU), Medaglia d'oro al valor militare alla memoria.

## Biografia
Operaio meccanico, aveva assolto agli obblighi di leva, tra il 1936 e il 1937, nel II Reggimento Genio telegrafisti.
Richiamato nel '39, era stato assegnato alla 91ª Compagnia Genio della Divisione "Regina", di stanza a Rodi, nell'Egeo. 
Nel luglio 1943, rimpatriato per una licenza straordinaria, si trovava in famiglia al momento dell'armistizio e non esitò a prendere parte alla Guerra di Liberazione nel Molise. Nel giugno del 1944, al passaggio delle truppe alleate, si unì da volontario a un reparto dell'esercito polacco, col quale partecipò a numerose azioni belliche.
Cadde nel pesarese il 5 agosto seguente, durante un attacco alle posizioni tedesche di Montaiate, nel generoso tentativo di soccorrere il comandante, gravemente ferito, del suo reparto, la 111ª Compagnia Protezione Ponti "Reggimento Ulani dei Carpazi" - 2ª Compagnia "Commando".
I compagni d'arme del II Corpo polacco lo seppellirono nel cimitero di Cancelli, frazione di Fabriano. 
Il 27 dicembre del 1953 De Palo fu insignito postumo della massima decorazione militare italiana, la Medaglia d'Oro al Valor Militare, e della Croce al Merito di Guerra.